# Tetrabrachium
Tetrabrachium is een monotypisch geslacht van straalvinnige vissen uit de familie van voelsprietvissen (Tetrabrachiidae).

## Soort
- Tetrabrachium ocellatum Günther, 1880